# Лукас Піазон
Лукас Піазон (порт. Lucas Piazon; нар. 20 січня 1994, Сан-Паулу) — бразильський футболіст, нападник клубу «Брага».
Виступав, зокрема, за клуб «Челсі», а також молодіжну збірну Бразилії.

## Клубна кар'єра
Народився 20 січня 1994 року в місті Сан-Паулу. Вихованець юнацьких команд футбольних клубів «Корітіба», «Атлетіку Паранаенсе», «Сан-Паулу» та «Челсі».
У дорослому футболі дебютував 2012 року виступами за команду клубу «Челсі», в якій протягом сезону провів три гри у різних турнірах.
Згодом з 2013 по 2015 рік грав на умовах оренди у складі команд клубів «Малага», «Вітесс» та «Айнтрахт».
2015 року орендований клубом «Редінг». Відтоді встиг відіграти за клуб з Редінга 11 матчів в національному чемпіонаті.

## Виступи за збірні
У 2009 році дебютував у складі юнацької збірної Бразилії, взяв участь у 22 іграх на юнацькому рівні, відзначившись 19 забитими голами.
З 2013 року залучається до складу молодіжної збірної Бразилії. На молодіжному рівні зіграв у 5 офіційних матчах, забив 2 голи.

## Статистика виступів

### Статистика клубних виступів
| Сезон             | Команда           | Чемпіонат         | Чемпіонат | Чемпіонат | Національний кубок | Національний кубок | Національний кубок | Континентальні кубки | Континентальні кубки | Континентальні кубки | Інші змагання | Інші змагання | Інші змагання | Усього | Усього |
| Сезон             | Команда           | Ліга              | Ігор      | Голів     | Ліга               | Ігор               | Голів              | Ліга                 | Ігор                 | Голів                | Ліга          | Ігор          | Голів         | Ігор   | Голів  |
| ----------------- | ----------------- | ----------------- | --------- | --------- | ------------------ | ------------------ | ------------------ | -------------------- | -------------------- | -------------------- | ------------- | ------------- | ------------- | ------ | ------ |
| 2012–13           | «Челсі»           | ПЛ                | 1         | 0         | КА+КЛ              | 0+2                | 0+0                | ЛЧ                   | 0                    | 0                    | СкА+СУ+КЧС    | 0+0+0         | 0+0+0         | 3      | 0      |
| січ.-черв. 2013   | «Малага»          | ПД                | 11        | 0         | КІ                 | 1                  | 0                  | ЛЧ                   | 2                    | 0                    | -             | -             | -             | 14     | 0      |
| 2013–14           | «Вітесс»          | ЧН                | 28        | 11        | КН                 | 2                  | 0                  | -                    | -                    | -                    | -             | -             | -             | 30     | 11     |
| Усього за кар'єру | Усього за кар'єру | Усього за кар'єру | 40        | 11        |                    | 5                  | 0                  |                      | 2                    | 0                    |               | 0             | 0             | 47     | 11     |

## Титули і досягнення
- Володар Кубка Португалії (1):

«Брага»: 2020-21
- Чемпіон Південної Америки (U-17): 2011
- Бронзовий призер Панамериканських ігор: 2015